# Muzeum Tirpitz
Muzeum Tirpitz – muzeum znajdujące się w miejscowości wypoczynkowej Blåvand na zachodnim wybrzeżu Półwyspu Jutlandzkiego. Muzeum zostało ulokowane w byłym bunkrze z okresu II wojny światowej. Nazwa wywodzi się od nazwiska twórcy Cesarskiej Marynarki Wojennej Alfreda von Tirpitz. W 2017 roku uznane przez zwiedzających za najlepsze muzeum tematyczne w Danii.
Twierdza miała powstać w ramach systemu umocnień zwanego Wałem Atlantyckim. Budowa rozpoczęła się pod koniec 1944 roku w celu obrony pobliskiego miasta Esbjerg, jednak nigdy nie została ukończona ze względu na koniec wojny. Według planów twierdza miała składać się z dwóch wieżyczek działowych, po dwa działa, stosowane na pancernikach typu Bismarck. Działa zostały wyprodukowane przez niemiecką firmę Krupp, a mierzyły 20 metrów i ważyły 111 ton.  
Muzeum zostało otwarte 29 czerwca 2017 roku. Całkowita powierzchnia kompleksu wynosi 2500 metrów kwadratowych i obejmuje muzeum lokalnej historii, muzeum bursztynu oraz wystawy czasowe.